# ایستگاه یاماتو سیدیجی
ایستگاه یاماتو سیدیجی ایستگاه راه‌آهن است که متعلق به راه‌آهن کینتتسو است و در نارا، ژاپن واقع شده‌است.

## ساختار
این ایستگاه دارای سه سکوی جزیره ای است که به پنج مسیر روی زمین خدمات می‌دهد. ساختمان ایستگاه در شمال و جنوب سکوها و مسیرها قرار دارد. ایستگاه‌های اتوبوس و ایستگاه‌های تاکسی را از دروازه‌های شمالی به هم وصل می‌کند و از دروازه‌های جنوبی به پل روباز متصل می‌شود.
مرکز خرید ایستگاه تایمز پلیس سیدیجی در طبقه دوم واقع شده‌است و دارای ۳۲ فروشگاه مانند رستوران‌ها، فروشگاه‌های سوغات و فروشگاه است. این مرکز خرید در ۱۱ سپتامبر ۲۰۰۹ افتتاح شد و دارای ۳ آسانسور بود که هر کدام یک سکو را به هم متصل می‌کردند.